# Устави Северне Македоније
Устави Северне Македоније може значити:

## Списак Устава Републике Северне Македоније
- Устав Народне Републике Македоније из 1946. године
- Устав Социјалистичке Републике Македоније из 1963. године
- Устав Социјалистичке Републике Македоније из 1974. године
- Устав Северне Македоније из 1991. године